# Belagerung von Nizza (1543)
Die Belagerung von Nizza (1543) vom 5. August bis zum 7. September 1543 durch eine verbündete französisch-osmanische Streitmacht ereignete sich während der Italienischen Kriege, als das französische Königshaus Valois und die Habsburger um die Vorherrschaft in Italien rangen.
Nachdem der französische König Franz I. ein Abkommen mit den Osmanen geschlossen hatten, entsandte Sultan Süleyman I. der Prächtige den Korsaren Cheir ed-Din Barbarossa mit einer Kriegsflotte in die Bucht von Nizza, um die Stadt anzugreifen. Kurz darauf erreichte ein Heer des französischen Königs die Stadt von der Landseite aus und begann mit der einen Monat andauernden Belagerung. Zusammen brachten sie ca. 33.000 Mann auf, gegenüber den Belagerten mit etwas über 1000 Mann. Nachdem die Stadt bis auf die Zitadelle eingenommen war, endete der Kampf um die Stadt beim Eintreffen der kaiserlichen Soldaten Karls V. mit dem Rückzug des französischen Heeres und der osmanischen Flotte.

## Ausgangssituation

### Lage in Italien
Sowohl Frankreich unter Franz I., als auch Spanien unter Karl V. zeigten Interessen an Italien. So kam es zu diversen Konflikten zwischen den beiden Herrschern um den Anspruch auf diverse italienische Städte. Um gegebenenfalls in Oberitalien einschreiten zu können, versuchte Franz I. ein Bündnis mit dem Herzog von Savoyen zu schließen, der strategisch wichtige Alpenpässe kontrollierte. Aus dem gleichen Grund zeigte auch Karl V. Interesse an einem Pakt mit dem Herzogtum Savoyen. Der damals amtierende Herrscher, Karl III. – als Onkel Franz’ I. und der Schwager Karls I. mit beiden Herrschern verwandt –, versuchte sich zuerst aus dem Konflikt herauszuhalten. Später vermachte er Karl V. die im Piemont gelegene Grafschaft Asti und die Herrschaft über Cherasco und Chiari. Franz I. zeigte sich erbost über die Handlung seines Onkels und nahm eine feindliche Haltung gegenüber diesem ein. Wiederholt forderte er daraufhin die Überlassung der Grafschaft Nizza, welche aus strategischer Sicht wegen ihrer günstigen, geographischen Lage äußerst wichtig war. Papst Clemens VII. bemühte sich darum, eine Friedensverhandlung zwischen dem König und Frankreich und dem Herzog von Savoyen zu erreichen. Franz I. stimmte zu, forderte jedoch, dass die Verhandlungen in Nizza ablaufen sollte und die Stadt während dieser Zeit in die Obhut des Papstes übergeben werden sollte. Karl III. befürchtete eine Falle und lehnte das Treffen ab.

### Allianz zwischen Franz I. und den Türken
Die bereits schwierige Lage wurde durch den Seitenwechsel des genuesischen Großadmirals Andrea Doria noch komplizierter. Zuvor ein getreuer Anhänger Frankreichs, hatte er nun seine Dienste dem kaiserlichen beziehungsweise spanischen Herrscher zur Verfügung gestellt. Dadurch verlor der französische König mit einem Schlag den Großteil seiner Flotte und somit auch seine Vorherrschaft im Mittelmeer, was ihn dazu brachte, sich nach einem neuen Verbündeten umsehen. Er fand ihn im Osmanischen Reich. Bereits seit der Schlacht bei Pavia (1525) bestanden Beziehungen zwischen den Türken und Franz I., der in jener Schlacht besiegt worden und in kaiserliche Gefangenschaft geraten war. Seine Mutter Louise von Savoyen hatte daraufhin Kontakte mit den Osmanen geknüpft und deren Unterstützung gewinnen können. 1536 schloss Franz ein Abkommen mit Sultan Süleyman, der ihm damit seine Unterstützung in einem möglichen Krieg zusicherte.
Seit 1453 die Osmanen Konstantinopel belagert und erfolgreich erobert hatten, waren sie im Besitz der ganzen Balkanhalbinsel und hatten wiederholt habsburgerische Siedlungen und sogar Wien belagert. Sie waren zwar bisher erfolgreich zurückgetrieben worden, dennoch war die Bedrohung durch eine neuerliche Attacke allgegenwärtig. Aus Furcht vor den Kriegern aus dem Osten schloss sich praktisch ganz Europa zu einem Bündnis zusammen. Das Abkommen zwischen Frankreich und dem Halbmond war daher eine schockierende Nachricht für viele Nationen, zumal Franz I. sich erst drei Jahre zuvor die päpstliche Unterstützung in seinem Vorhaben gesichert hatte.

## Vorbereitung
Nachdem der Herzog von Mailand, Francesco II. Sforza, im Oktober 1535 gestorben war, nahm Kaiser Karl V. das Herzogtum in Besitz. Dies veranlasste Franz I. dazu, die Feindseligkeiten wieder aufleben zu lassen. Er marschierte im Herzogtum Savoyen ein, woraufhin sich Karl III. nach einer vergeblichen Verteidigung zurückziehen musste. Sein ganzes Reich fiel in den Besitz seines Neffen, mit Ausnahme der Städte Nizza und Vercelli. Karl zog sich mit seiner Familie in das Kastell von Nizza zurück.
Kaiser Karl V. beantwortete diesen Schritt Frankreichs seinerseits mit einem Einfall in die Provence im Sommer 1536. Seine Unternehmung verlief jedoch ohne Erfolg. Die Franzosen vernichteten alle potentiellen Hilfsquellen, die der Versorgung des Feindes hätten dienen können, wichen bewusst jedem Zusammenstoß aus und schlossen sich im befestigten Lager von Avignon ein. Das kaiserliche Heer war kurz darauf gezwungen, durch Hunger und Krankheiten dezimiert den Rückzug anzutreten. Aber auch die Franzosen hatten ihrerseits Probleme und waren nicht in der Lage, ihren Kampf gegen Karl III. weiterzuführen.

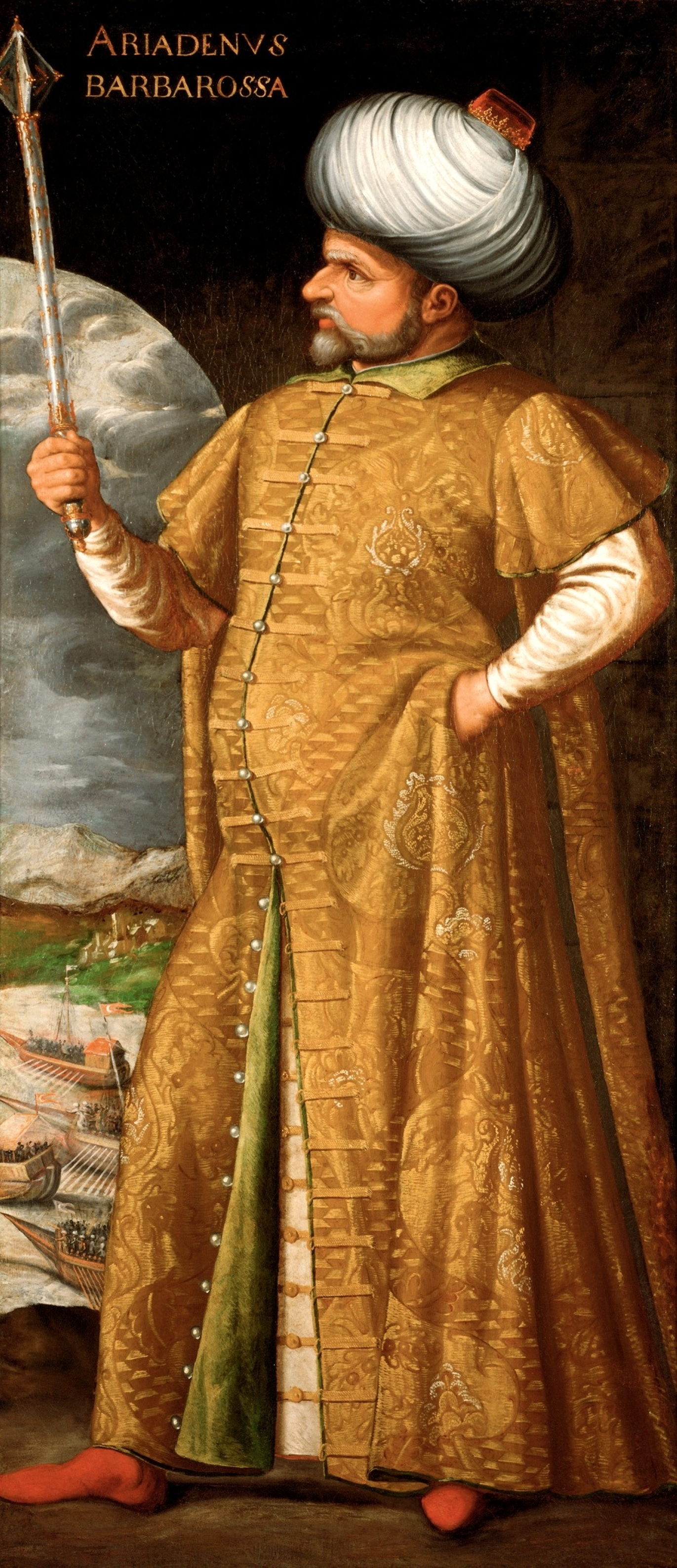
Chaireddin Barbarossa (16. Jahrhundert)

Beide Seiten wollten einen Waffenstillstand abschließen und Franz I. sowie Karl V. einigten sich auf eine Zusammenkunft in Nizza unter der Aufsicht des damaligen Papstes Paul III. Angesichts der militärischen Schwäche des Herzogs von Savoyen zweifelte man nicht daran, dass dieser den Vorschlag annehmen würde. So landete Karl V. am 9. Mai in Villafranca, nur wenige Kilometer von Nizza entfernt, während Paul III. von Rom aufgebrochen war. Franz I. hatte zu diesem Zeitpunkt zwar noch nicht seine endgültige Zustimmung erteilt, doch man nahm an, dass auch er eintreffen würde.
Völlig überraschend verweigerten jedoch Karl III. und die Stadt Nizza trotz des auf sie ausgeübten Drucks ihre Zustimmung zu einer Zusammenkunft in der Zitadelle. Nicht einmal dem Papst, der ausdrücklich darum gebeten hatte, wurde es gestattet, sein Quartier in der Festung zu beziehen. Der Grund war ein Gerücht, wonach Papst und Kaiser mittels eines Komplotts von der Stadt Besitz ergreifen wollten. Der von so viel Hartnäckigkeit überraschte Karl V. blieb an Bord seines Admiralitätsschiffes. Der Papst kehrte außerhalb der Stadt im Kloster zum Heiligen Kreuz ein. Herzog Karl III. war ihm zuvor nach Monaco entgegengereist und hatte ihm die Gründe für sein Verhalten dargelegt. Franz I. kam nicht persönlich, sondern schickte einen Stellvertreter. Trotz der ungünstigen Voraussetzungen wurde am 18. Juni ein Waffenstillstand auf zehn Jahre geschlossen, der tatsächlich nur vier Jahre andauern sollte.
Dessen ungeachtet setzte Franz I. seine Verhandlungen mit den Osmanen fort, um sich ihrer Unterstützung zu versichern. 1541 wurde der französische Botschafter in Konstantinopel, Antoine Rincon, im Auftrag des Kaisers ermordet. Franz nahm dies zum Anlass, den Sultan zu einer baldigen Entscheidung für ein gemeinsames bewaffnetes Vorgehen zu drängen. Dieser gab zuerst eine ausweichende Antwort und zögerte seinen Entschluss noch weitere zwei Jahre hinaus. Schließlich gab er dem Bitten seines Verbündeten nach und befahl Cheir ed-Din Barbarossa mit der türkischen Flotte in See zu stechen. Er sollte sich mit dem französischen König und Antoine Paulin, dem damaligen Anführer der königlichen Garde, treffen und ihnen seine Unterstützung zusichern.

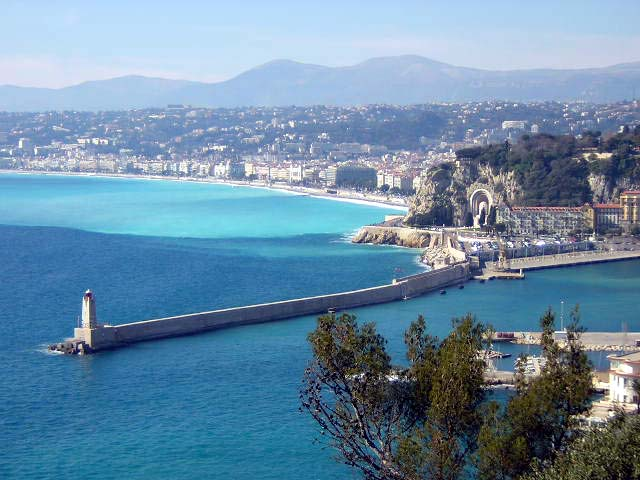
Der Hafen von Nizza aus heutiger Sicht.

Barbarossas Flotte umfasste 110 Galeeren und 14.000 Mann, mit denen er nach Marseille zog, wo er sich mit der 40 Galeeren umfassenden Flotte Frankreichs zusammenschloss, die von Paulin befehligt wurde. Für die Bewohner von Nizza war diese Nachricht keinesfalls überraschend. Die Gerüchte über einen möglichen Vorstoß der Franzosen gegen die Stadt hatten bereits im Frühjahr 1541 kursiert, als Karl V. zu einem Treffen mit Papst Paul III. nach Busset gereist war. Am 16. Juni 1543 war es dann so weit, ein Teil der französischen Flotte erschien vor Nizza. Die 17 Galeeren umfassende Vorhut wurde vom Statthalter der Provence, Graf Louis de Grignan, und einem aus Nizza stammenden Überläufer, einem gewissen Benedetto Grimaldi, angeführt.
Vier Galeeren versuchten vergeblich, in Port Lympia Soldaten an Land zu setzen. Sie wurden bereits erwartet und in die Flucht geschlagen. Der schwerverwundete Kapitän dieses Geschwaders verriet kurz vor seinem Ableben, dass türkische Schiffe bereits auf dem Weg seien. Nur wenige Tage später, am 5. Juli 1543, zogen die 110 Galeeren Chaireddins mit Kurs auf Marseille an Nizza vorbei. Der sich zu dieser Zeit in der Stadt befindende Karl III. gab daraufhin Befehl, sich auf eine mögliche Belagerung einzustellen.
Als die osmanische Flotte den Hafen von Marseille erreicht hatte, schien Franz I. gezögert zu haben, seinen geplanten Angriff durchzuführen. Doch Barbarossa ließ ihm keine Zeit, um es sich anders zu überlegen. Er gab den Franzosen zu verstehen, dass er nicht hierher gekommen sei, um wieder umzukehren und dass jeder weitere Tag ohne Ergebnis Geld und Aufwand bedeuten würde. Aus diesem Grund übte er Druck auf Paulin aus, der wiederum den König zu bewegen versuchte, den Angriff wie geplant fortzuführen. Dieser gab nach längerem Zögern schließlich nach.

## Die Belagerung

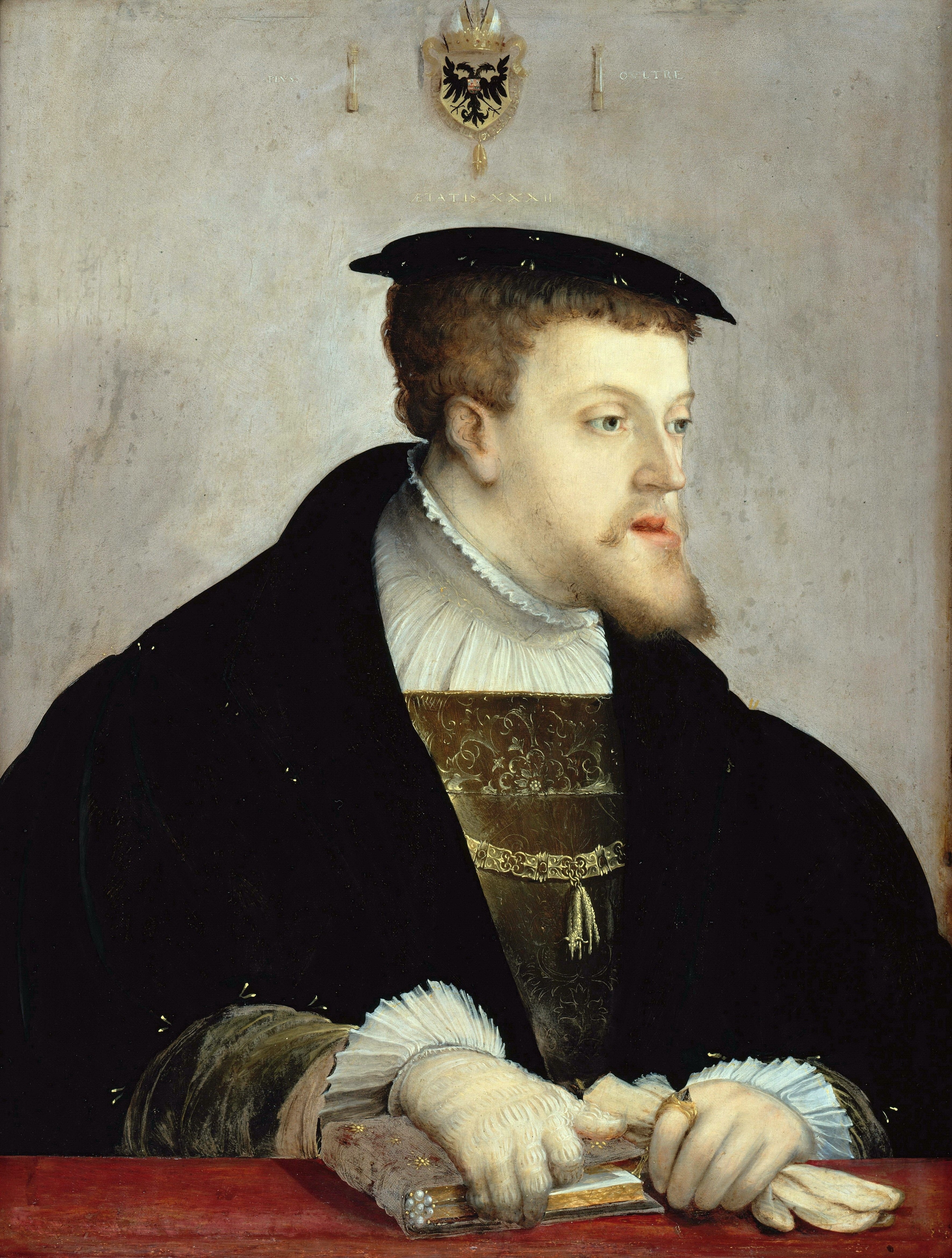
Der spanische König und spätere Regent des Heiligen Römischen Reiches Karl V. auf einem Gemälde von Christoph Amberger, um 1532

Obwohl die Stadt bereits Monate zuvor von einer möglichen Belagerung wusste, war sie für einen Angriff dieser Größenordnung nicht gerüstet. Der Kaiser war in einem anderen Teil seines Reiches und so musste sich Nizza bei seiner Verteidigung auf sechs Arkebusierkompanien und seine soliden Stadtmauern verlassen, die von rund dreihundert Bewaffneten aus der Umgebung bewacht wurden. Für den Schutz der Wohnviertel beauftragte Karl III. Andrea Odinet und für die Verteidigung des Kastells erwartete man die Ankunft eines ehemaligen Ritters des Johanniterordens, Paolo Simeoni de'Bardi aus Chieri.
Die Verteidiger mussten sich zuerst gegen die Seestreitkräfte Barbarossas (14.000 Mann) und die Flotte Paulins (7.000 Mann) zur Wehr setzen. Am 11. August kam zusätzlich noch ein weiteres, 12.000 Mann starkes Landheer hinzu, dessen Kommando François de Bourbon, dem Grafen von Enghien, übertragen wurde. Auf französischer Seite kämpften außerdem eine toskanische Kompanie unter der Führung von Leone Strozzi und ein Paulin unterstelltes Freikorps mit. Zahlreiche Savoyarden hatten sich ebenfalls aus mannigfaltigen Gründen dem Feind angeschlossen.
Während das französische Heer noch im Anmarsch auf Nizza war, begann Barbarossa mit der eigentlichen Belagerung. Er traf am 5. August im Hafen von Villafranca ein und ließ seine Geschütze, im Gesamten 75 Kanonen, an Land schaffen. Kurz darauf versuchten zwei Abgesandte aus Nizza zu Chaireddin vorzudringen und mit ihm zu verhandeln. Sie wurden jedoch lediglich von Paulin empfangen, der ihnen zu verstehen gab, dass ihre einzige Möglichkeit auf Schonung in der Kapitulation bestand. Die beiden Botschafter lehnten daraufhin jedes weitere Unterhandeln ab. Am folgenden Tag, am 6. August, überbrachte ein Herold Paulins die erste Aufforderung zur Übergabe der Stadt an Frankreich. Karl III. lehnte das Ansinnen abermals ab.
Am 7. August landeten die noch auf See verbliebenen türkischen Soldaten und griffen an. Im Zuge der folgenden Kampfhandlungen gelang es de'Bardi mit einer Truppe von 50 Mann in die Stadt zu gelangen und im Kastell Position zu beziehen. Die Kämpfe dauerten den ganzen Tag hindurch und endeten schließlich mit einer Niederlage der Türken. Während der folgenden Tage ruhten die Angreifer und am 10. August kam eine weitere Aufforderung an die Belagerten, ihre Verteidigung aufzugeben. Auch dieses Mal gab Karl eine negative Antwort.
Am 11. August kamen die Einheiten des Grafen von Enghien vor der Stadt an. Ein übergelaufener Savoyarde namens Grimaldi wurde daraufhin von Paulin beauftragt, zusammen mit einem französischen Herold den Eingeschlossenen ein Ultimatum zu überbringen. Als er jedoch vor den Toren auftauchte und seine Botschaft überbrachte, wurde er verhaftet und ins Kastell gebracht. Dort geißelte man ihn drei Stunden lang und erdrosselte ihn schlussendlich. Als Warnung hängten die Verteidiger den toten Körper Grimaldis an einem Bein auf einer Zinne der Stadtmauer auf. Den französischen Herold, der vom Kriegsgesetz geschützt wurde, schickte man mit einem abermaligen Nein zu den Seinen zurück.
Am 12., 13. und 14. August gingen die Angriffe weiter. Am 14. traf ein aus dem Kastell abgefeuerter Schuss einen Sohn Barbarossas, der als Vergeltungsakt einen am 7. August in türkische Gefangenschaft geratenen Soldaten enthaupten ließ. Bei Tagesanbruch des 15. August brachen 120 feindliche Galeeren aus der Bucht von Villafranca auf und gingen vor der Stadt vor Anker. Um acht Uhr morgens feuerten die Schiffe von der Seeseite aus auf die Stadt. Es gelang einigen Angreifern, im Norden der Stadt eine Bresche zu schlagen. Mit Leitern und Belagerungswaffen versuchte man von dort aus einzudringen, doch die Verteidiger konnten der Attacke standhalten.

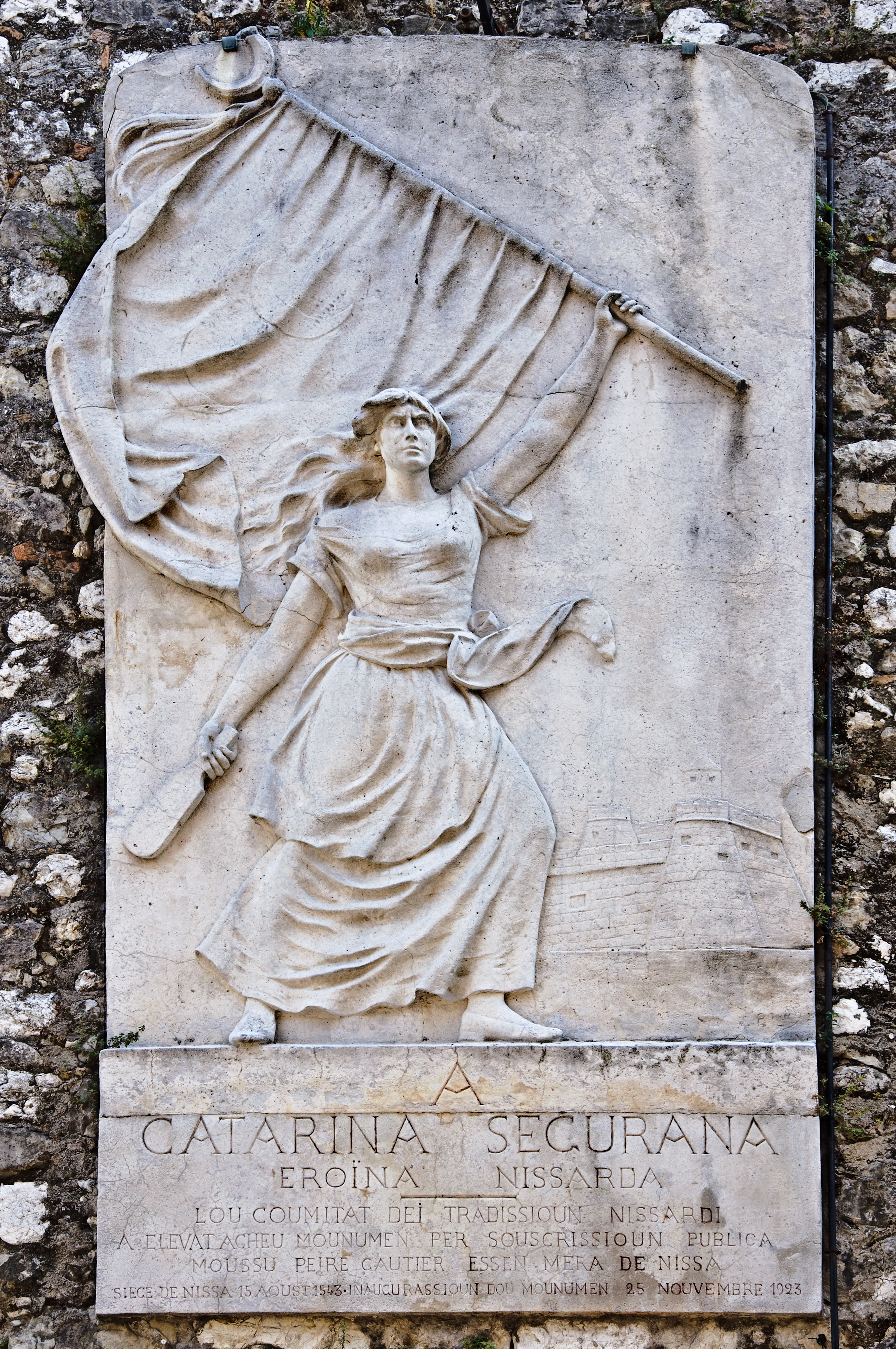
Catherine Ségurane, mit einer Schaufel in Hand, entreisst das Halbmond Banner

Nicht weniger stark gingen die Kämpfe auf der gegenüberliegenden Seite weiter. An einem Zeitpunkt schien es, als können die Einwohner von Nizza dem Druck nicht mehr standhalten und völlig überraschend gelang es einem türkischen Soldaten, die Mauer zu erklettern und das rote Banner mit dem Halbmond aufzustellen. Eine Wäscherin namens Caterina Segurana, die gleich den anderen Frauen in Nizza seit Tagesanbruch auf den Feldern arbeitete, soll daraufhin mit einer Schaufel bewaffnet dem feindlichen Soldaten das Banner aus der Hand gerissen und die Verteidiger angespornt haben. Diesen gelang es, die Angreifer in die Flucht zu schlagen. Inwieweit diese Geschichte der Wahrheit entspricht, ist nicht eindeutig geklärt, fest steht jedoch, dass Nizza ein weiteres Mal den Attacken standhalten konnte.
Am folgenden Tag brandschatzten und zerstörten die französischen und türkischen Truppen einen Großteil der ländlichen Gebiete in der Umgebung. Zudem wurde die Stadt weiterhin unter Beschuss gehalten. Allein am 16. August wurden 965 Kanonenschüsse abgefeuert. Die Befestigungen konnten der starken Artillerie nicht standhalten und Karl III. musste einsehen, dass weiteres Ausharren sinnlos gewesen wäre. Er verhandelte daher mit dem Grafen von Enghien und am 23. August nahmen die Franzosen die Stadt ein und bezogen ihr Quartier in den Wohngebieten. Barbarossas Heer wurde der Zutritt jedoch verweigert, weshalb dieser sich nach Villafranca zurückzog. Die stark dezimierten Verteidiger verschanzten sich in der Zitadelle.
Am 24. August bot der Graf von Enghien den Insassen der Zitadelle an, dass jeder, der dies wollte, die Festung vor der Wiederaufnahme der Beschießung verlassen dürfe. Etwa 500 Personen, der Großteil davon Frauen, Kinder und alte Männer, machten von diesem Angebot Gebrauch. Vier Tage später setzte man den Kampf mit unverminderter Wucht fort, bis man am 2. September erneut eine Pause einlegte. Am 5. September überbrachte ein Herold die letzte Aufforderung Enghiens, das Kastell den Angreifern zu überlassen. Die Eingeschlossenen verneinten eine Kapitulation trotz ihrer schlechten Lage abermals.
Das Glück schien jedoch auf Seiten der Nizzaer zu stehen. Den Franzosen ging unerwartet das Pulver aus und sie mussten die Türken um Nachschub bitten. Barbarossa, der immer noch enttäuscht war, weil er die Stadt nicht betreten durfte, verweigerte zuerst seine Hilfe und drohte sogar an abzusegeln. Schließlich gab er nach und stellte seine Vorräte zur Verfügung. Inzwischen traf die Nachricht ein, dass ein kaiserliches Entsatzheer auf dem Vormarsch sei, um den Belagerten zu helfen. Zudem begannen starke Regenfälle, welche die Angreifer an weiteren Bombardements hinderten. Völlig aus der Fassung gebracht, gaben die Belagerer ihre Stellungen auf und flüchteten auf ihre Schiffe. Am 7. September wurde auch die verbliebene Artillerie abgezogen.
Die Türken blieben noch einen weiteren Tag in der Gegend und brandschatzten und plünderten abermals alles, was sie finden konnten. Den Truppen unter dem Grafen von Enghien gelang es noch, vor ihrer Abreise die Stadt in Brand zu stecken. Danach zogen sie sich hinter den Fluss Var zurück, der die Grenze zu Frankreich bildete. Auch die Türken verließen die Region und segelten Toulon an. Wenige Stunden später traf das kaiserliche Heer in Nizza ein, woraufhin Karl III. in sein geschädigtes Land zurückkehrte.
Nach der gescheiterten Belagerung drohte Barbarossa Franz I. Im Herbst, seine Stellung wieder zu verlassen, wenn er nicht Gelegenheiten bekommen sollte, seine Flotte gebührend zu versorgen. Daraufhin stellte ihm der französische König den Hafen und die Stadt Toulon zur Verfügung, wo die osmanische Flotte 1543 und 1544 überwinterte.

## Auswirkungen
Die Belagerung von Nizza brachte den Franzosen weder einen eindeutigen Sieg noch eine eindeutige Niederlage ein. Der bisherige Konflikt zwischen Frankreich und Spanien um die Herrschaft in Oberitalien wurde nach weiteren Kampfhandlungen 1544 im Frieden von Crépy kurzzeitig beendet. Franz I. musste auf seine Eroberungen in Italien verzichten. Der Krieg in Italien sollte jedoch schon 1547 wieder aufflammen.
Die habsburgisch-französische Rivalität dauerte in den folgenden Jahrhunderten jedoch an. Insbesondere im 17. Jahrhundert versuchten die französischen Könige sich aus der „Umklammerung“ der Habsburger zu lösen. Besonders stark wurde diese Taktik unter Ludwig XIV. verfolgt, wie sich in der Zweiten Wiener Türkenbelagerung zeigte.